# Somniosidae
Famille
Synonymes
Somnosidae
Les Somniosidae (parfois écrit « Somosidae ») constituent une famille de requins, de l'ordre des Squaliformes.

## Description et caractéristiques

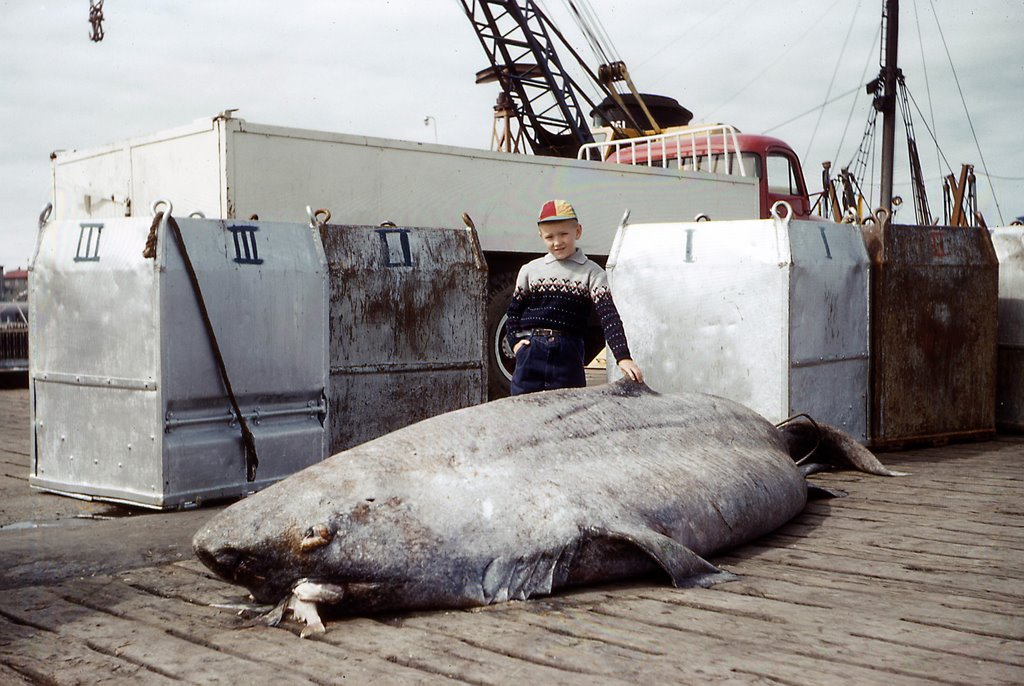
Les requins du genre Somniosus peuvent atteindre de très grandes tailles.

Ce sont des requins arctiques et subarctiques, présents dans les eaux glaciaires des trois bassins océaniques, parfois aussi dans les abysses des zones tempérées et subtropicales. Les nageoires sont réduites, avec des dorsales qui ne portent généralement pas d'aiguillon (ou alors très réduit) ; on note la présence d'arêtes latérales sur l'abdomen entre les nageoires pectorales et pelviennes. La plupart des espèces disposent d'un organe lumineux. 

## Liste des genres et espèces
| Selon FishBase et World Register of Marine Species (6 septembre 2017) : - famille Somniosidae - genre Centroscymnus Barbosa du Bocage et Brito Capello, 1864 - Centroscymnus coelolepis (Barbosa du Bocage & de Brito Capello, 1864) - Centroscymnus crepidater (Barbosa du Bocage & de Brito Capello, 1864) - Centroscymnus macracanthus Regan, 1906 - Centroscymnus owstonii (Garman, 1906) - Centroscymnus plunketi (Waite, 1910) - genre Scymnodalatias Garrick, 1956 - Scymnodalatias albicauda (Taniuchi & Garrick, 1986) - Scymnodalatias garricki (Kukuyev & Konovalenko, 1988) - Scymnodalatias oligodon (Kukuyev & Konovalenko, 1988) - Scymnodalatias sherwoodi (Archey, 1921) - genre Scymnodon Barbosa du Bocage et Brito Capello, 1864 - Scymnodon obscurus (Vaillant, 1888) (non reconnu par FishBase) - Scymnodon ringens (Barbosa du Bocage & de Brito Capello, 1864) - genre Somniosus Lesueur, 1818 - Somniosus antarcticus (Whitley, 1939) - Somniosus longus (Tanaka, 1912) - Somniosus microcephalus (Bloch & Schneider, 1801) - Somniosus pacificus Bigelow & Schroeder, 1944 - Somniosus rostratus (Risso, 1827) - genre Zameus (non reconnu par ITIS et ADW qui place ses espèces sous Scymnodon) - Zameus ichiharai (Yano & Tanaka, 1984) - Zameus squamulosus (Günther, 1877) | Selon ITIS : - famille Somnosidae - genre Centroscymnus Barbosa du Bocage et Brito Capello, 1864 - Centroscymnus coelolepis Barbosa du Bocage & Brito Capello, 1864 - Centroscymnus crepidater (Barbosa du Bocage & Brito Capello, 1864) - Centroscymnus cryptacanthus Regan, 1906 - Centroscymnus macracanthus Regan, 1906 - Centroscymnus plunketi (Waite, 1910) - genre Scymnodalatias Garrick, 1956 - Scymnodalatias sherwoodi (Archey, 1921) - genre Scymnodon Barbosa du Bocage et Brito Capello, 1864 - Scymnodon ichiharai Yano & Tanaka, 1984 - Scymnodon obscurus (Vaillant, 1888) - Scymnodon ringens Barbosa du Bocage & Brito Capello, 1864 - Scymnodon squamulosus (Günther, 1877) - genre Somniosus Lesueur, 1818 - Somniosus longus (Tanaka, 1912) - Somniosus microcephalus (Bloch & Schneider, 1801) - Somniosus pacificus Bigelow & Schroeder, 1944 - Somniosus rostratus (Risso, 1827) |

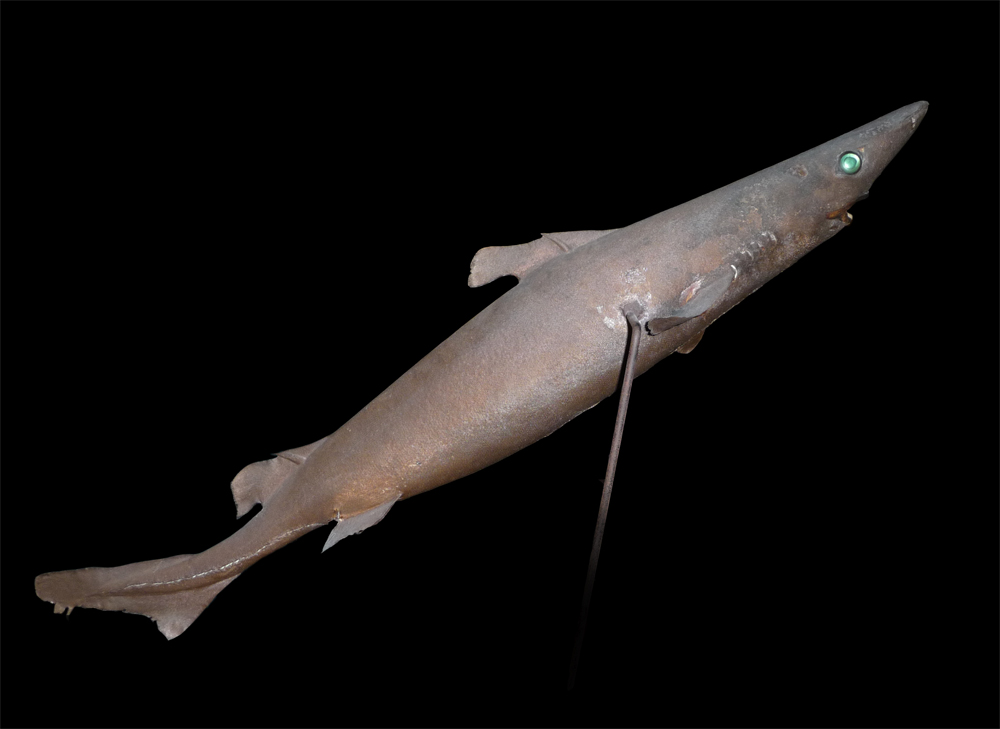
Centroscymnus crepidater
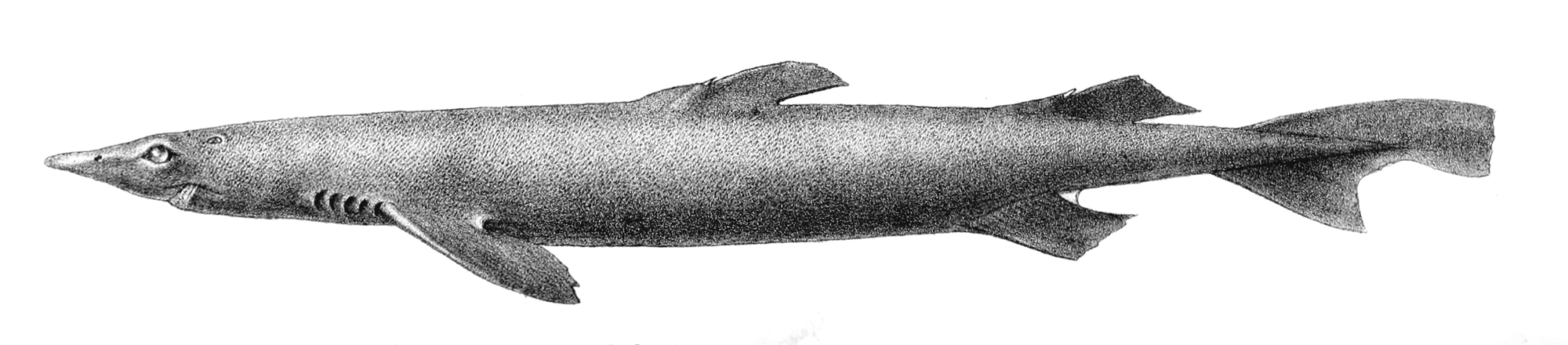
Scymnodon obscurus
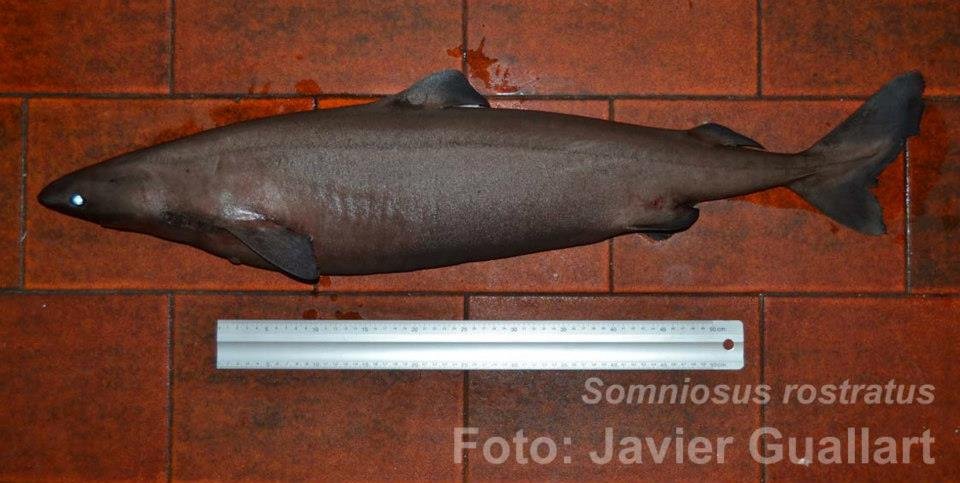
Somniosus rostratus
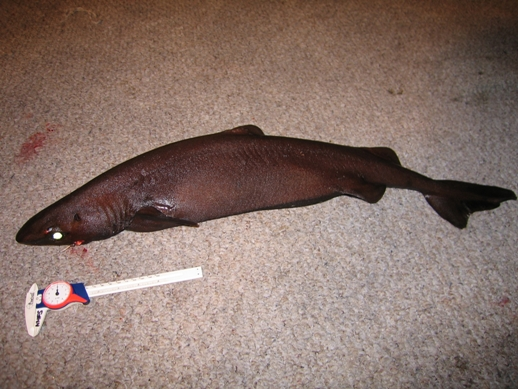
Zameus squamulosus